# .sd
Pour les articles homonymes, voir SD.
.sd  est le domaine de premier niveau national (country code top level domain : ccTLD) réservé au Soudan. Il est introduit le 25 août 1993 et est exploité par la Sudan Internet Society. Le domaine .ss est indirectement dérivé du .sd, il est attribué au Soudan du Sud indépendant en août 2011.

## Historique
Le domaine de premier niveau de code de pays (ccTLD) .sd a est délégué au Soudan en 1997. Au départ, il est géré par la Sudan Internet Society (SIS), qui joue un rôle clé dans la mise en place de l'infrastructure du domaine. Le 20 décembre 2002, l'IANA réattribue officiellement la gestion du domaine .sd à la NTC (Sudanese National Telecommunications Corporation). Ce changement reflète l'évolution de la gouvernance et de la structure administrative au sein de l'écosystème Internet soudanais, le gouvernement cherchant à centraliser davantage la supervision des ressources Internet.
En 2018, l'Internet Society collabore avec des parties prenantes au Soudan pour organiser un déploiement DNSSEC à Khartoum. Cet événement vise à renforcer la sécurité et la résilience du domaine .sd en promouvant l'adoption des extensions de sécurité du système de noms de domaine. Ce déploiement marque une étape importante dans les efforts du Soudan pour moderniser son infrastructure internet et s'aligner sur les meilleures pratiques mondiales.

## Domaines de deuxième niveau
- com.sd - Entreprises
- net.sd - Fournisseurs de réseaux et FAI
- org.sd - ONG soudanaises
- edu.sd - Universités et collèges soudanais
- med.sd - Médecine
- tv.sd - Chaînes de télévision et médias électroniques
- gov.sd - Gouvernement et ministères soudanais
- info.sd - Journaux, informations et médias

## Deuxième domaine de premier niveau
Une nouvelle chaîne de domaine de premier niveau à code de pays internationalisé utilisant des lettres arabes, سودان. (xn--mgbpl2fh), est réservée pour le Soudan en novembre 2012.